# 増田仁子
増田 仁子（ますだ いつこ、1972年1月1日 - ）は大阪府・大阪市阿倍野区美章園出身の日本の柔道家。66kg級及び72kg級の選手。身長160cm。得意技は背負投、一本背負投。

## 人物
文の里中学2年の時に接骨院を経営している父親に勧められて、ニュージャパン柔道クラブで柔道を始めた。道場の同期には後に世界選手権52kg級で3位になる植田睦がいた。1987年には植田とともに市立桜宮高校へ進むと、2年の時には体重別の66kg級で決勝まで進むが、釜石南高校1年の阿部由記子に敗れて2位だった。高校選手権には72kg級に出場すると、決勝で阿蘇高校1年の鴨川真実を横四方固で破るなどオール一本勝ちで優勝を飾った。3年の時には体重別の66kg級で3位だった。
1990年には龍谷大学へ進学すると、体重別と強化選手選考会で3位、無差別で争われる全日本学生選手権でも3位になった。2年の時には階級を72kg級に上げた。全日本学生選手権で3位になると、強化選手選考会では決勝で大阪府警の佐藤昭子に敗れて2位だった。3年の時には体重別で3位、正力杯では66kg超級に出場して3位だった。全日本学生選手権では決勝で国士舘大学3年の五十嵐準子と対戦すると、効果を先取されるも終盤に縺れたところを崩上四方固で抑え込んで、逆転の一本勝ちを収めて初優勝を飾った。4年の時には全日本学生選手権の決勝で筑波大学1年の吉田早希を一本背負投で破って2連覇を達成した。強化選手選考会では決勝で住友海上の福場由里子に敗れて2位だった。福岡国際では3位となった。
1994年にはミキハウスの所属になるとともに、トレーナーになることを目的に柔道整復師の学校にも通うこととなった。全日本選手権では準決勝でコマツの鈴木香に崩上四方固で敗れるも、3位入賞を果たした。その後は大新柔道接骨院の所属となると、サンノゼ州立大学にも留学した。1998年にはアメリカ国際の78kg超級で3位、無差別で2位となった。2001年のアメリカ国際では78kg級で優勝を飾った。

## 主な戦績
66kg級での戦績
- 1988年 -　体重別　2位
- 1989年 -　高校選手権　72kg級　優勝
- 1989年 -　体重別　3位
- 1990年 -　体重別　3位
- 1990年 -　全日本学生選手権　無差別　3位
- 1990年　- 強化選手選考会 3位
- 1991年 -　全日本学生選手権　無差別　3位

72kg級での戦績
- 1991年　- 強化選手選考会 2位
- 1992年 -　体重別　3位
- 1992年　- 正力杯　66kg超級　3位
- 1992年 -　全日本学生選手権　　無差別優勝
- 1993年 -　全日本学生選手権　　無差別優勝
- 1993年　- 強化選手選考会 2位
- 1993年　- 福岡国際 3位
- 1994年 -　全日本選手権　3位
- 1998年　- アメリカ国際　78kg超級　3位　無差別　2位
- 2001年　- アメリカ国際　78kg級　優勝

(出典、JudoInside.com)